# Троицкая церковь (Качалинская)
Троицкая церковь (Свято-Троицкий храм, церковь Святой Троицы) — бывший православный храм в станице Качалинской Области Войска Донского, ныне Иловлинского района Волгоградской области.

## История
14 декабря 1693 года жители Качалинского городка в своей челобитной просили патриарха построить церковь в честь Святой Троицы. Их просьба была удовлетворена, и на следующий год начались строительные работы. В 1702 году деревянный храм в городке уже действовал. После Булавинского восстания она прекратила свое существование.
16 июня 1786 года, в станице Качалинской Области Войска Донского, была заложена каменная однопрестольная Троицкая церковь, которая была освящена в 1793 году. В марте 1815 года жители станицы попросили Войсковую канцелярию разрешить расширение храма в виде пристройки к ней двух приделов — с севера и юга. Работы по расширению начались только в 1820 году. Сначала был построен северный придел, названный по имени святого Николая Чудотворца — Никольским, а затем южный — названный во имя Донской иконы Божией Матери. Троицкий храм стал трёхпрестольным, с пятью главами и высокой колокольней. Из императорских средств храму был подарен серебряный ковш и колокола, в общей сложности колокольня имела 14 колоколов, два больших весили 180 и 205 пудов.
Хутора церковного прихода: Алаев, Араканцев, Байбаев, Березнягов, Варламов, Заворыгин, Заховаев, Зотов, Кузнецов, Медведев, Прудки, Садков, Сазонов-1 и Сазонов-2, Фастов, Хлебный, Широков, Шишкин.
После Октябрьской революции церковь просуществовала до начала 1930-х годов, а затем была закрыта. В 1922 году из храма изъяли все серебро, сняли даже серебряное копье и Георгиевский крест с хранившегося там знамени 4-го Донского казачьего графа Платова полка. После закрытия храма его здание использовалось как зернохранилище, а на колокольне был оборудован пожарный наблюдательный пункт. Летом 1937 года с колокольни были сброшены колокола. Во время Великой Отечественной войны, в апреле 1942 года, храм был взорван красноармейцами, стоявшими в станице. Колокольня уцелела и сохранилась в разрушенном состоянии по настоящее время.
В 1991 году в станице Качалинской был образован приход Донской иконы Божией Матери и построена небольшая деревянная церковь. При ней работает библиотека.